# エーリヒ・ガンマ
エーリヒ・ガンマ (独: Erich Gamma) は、スイスのソフトウェア技術者である。日本ではエリック・ガンマと呼ばれることも多い。
ガンマは、IBM のチューリヒ研究所に技術部長として勤務し、Rational部門のJazzプロジェクトに関わった後、2011年以降、チューリッヒのMicrosoftにてVisual Studioのチームに入り、開発チームをリード。現在ではVisual Studio Team Services（旧名Visual Studio Online）や、Visual Studio Code、Azule Mobile Services、Azule Web Suites、Office 365 Development toolsなどで使われるブラウザベースの開発環境コンポーネント「Monaco」を開発している。かつては、ケント・ベックと共に Javaプログラミングのための単体テストのフレームワーク JUnit を開発した。Eclipse (開発環境プラットフォーム、統合開発環境) の Java Development Tools (JDT、Java開発環境) の設計リーダーであった。
ガンマは、スイスのチューリヒ大学でコンピュータ科学の博士号を取得した。スイスユニオン銀行 (現在の UBS AG ) の研究所でソフトウェア技術者として勤務した。1993年から1995年の間は、Taligent社に勤務した。ガンマは、ET++というC++クラスライブラリの開発のリーダーの一人であった。ET++は、インタラクティブでグラフィカルなアプリケーションソフトウェアを開発するための、移植性の高いC++クラスライブラリである。
ガンマは、オブジェクト指向におけるデザインパターンの業績でよく知られている。1991年に先述の ET++ 開発での経験をもとに博士論文 Object-Oriented Software Development based on ET++: Design Patterns, Class Library, Tools を書いた。そして1995年に、この論文をもとにして、リチャード・ヘルム、ラルフ・ジョンソン、ジョン・ブリシディースと共に、デザインパターンの本 Design Patterns - Elements of Reusable Object-Oriented Software (日本語訳『オブジェクト指向における再利用のためのデザインパターン』) を著した。ガンマを含めたこの本の4人の著者は、Gang of Four (GoF) と呼ばれている。
この他にもオブジェクト指向開発に関するいくつかの技術書を著している。

## 著書
- Objektorientierte Software-Entwicklung Am Beispiel Von Et++: Design-Muster, Klassenbibliothek, Werkzeuge, Springer-Verlag, 1992, ISBN 978-0387560069
- 『オブジェクト指向における 再利用のためのデザインパターン 改訂版』、Richard Helm, Ralph Johnson, John Vlissides との共著、本位田真一、吉田和樹 訳、ソフトバンククリエイティブ、1999年、ISBN 978-4797311129 (日本語訳の初版は1995年)
  - Design patterns: Elements of reusable object orientated software, Richard Helm, Ralph Johnson, John Vlissides との共著, Addison-Wesley Professional, 1995, ISBN 978-0201633610
- Introduction to Object Orient Design in C++, Jo Ellen Perry, Ralph Johnson, Harold D. Levin, John Vlissides, Richard Helm との共著, Addison-Wesley, 1999, ISBN 978-0201441284
- 『Eclipseプラグイン開発: デザインパターン×テスト駆動開発』、ケント・ベック との共著、小林健一郎 訳、ソフトバンククリエイティブ、2004年、ISBN 978-4797324891
  - Contributing to Eclipse: Principles, Patterns, and Plugins, Kent Beck との共著, Addison-Wesley Professional, 2003, ISBN 978-0321205759